# Кирия, Гугуни Ираклиевич
Гугуни Ираклиевич Кирия (1918, Зугдидский уезд, Грузинская демократическая республика — неизвестно, Зугдидский район, Грузинская ССР) — звеньевой колхоза «Колхида» Зугдидского района, Грузинская ССР. В 1951 году получил звание Героя Социалистического Труда, которого был лишён в 1952 году.

## Биография
Родился в 1918 году в крестьянской семье в одном из сельских населённых пунктов Зугдидского уезда. После окончания местной начальной школы трудился в сельском хозяйстве. В послевоенные годы — звеньевой колхоза «Колхида» Зугдидского района, председателем которого был Калистрат Михайлович Шерозия.
Согласно представленным документам в ЦК Компартии Грузии звено под его руководством в 1950 году собрало в среднем с каждого гектара по 8026 килограмма сортового зелёного чайного листа с площади 2 гектара. Указом Президиума Верховного Совета СССР от 1 сентября 1951 года удостоен звания Героя Социалистического Труда за «получение в 1950 году высоких урожаев сортового зелёного чайного листа и винограда» с вручением ордена Ленина и золотой медали «Серп и Молот» (№ 6176).
Этим же указом званием Героя Социалистического Труда были награждены звеньевые колхоза «Колхида» Зугдидского района Шалва Маркозович Дараселия и Самсон Максимович Хунцария.
Постановлением Президиума Верховного Совета СССР от 5 марта 1952 года указ о его награждении званием Героя Социалистического Труда был отменён в связи с необоснованным представлением к награде.
После выхода на пенсию проживал в Зугдидском района. Дата смерти не установлена.